# Cebrennus intermedius
Espèce
Cebrennus intermedius est une espèce d'araignées aranéomorphes de la famille des Sparassidae.

## Distribution
Cette espèce est endémique d'Arabie saoudite. Elle se rencontre vers Dhahran.

## Description
La carapace du mâle holotype mesure 7,2 mm sur 6,3 mm et l'abdomen 7,0 mm de long sur 5,0 mm.

## Publication originale
- Jäger, 2000 : The huntsman spider genus Cebrennus: four new species and a preliminary key to known species. Revue arachnologique, vol. 13, no 12, p. 163-186 (texte intégral).